# Fjellstrand
Fjellstrand ist eine Ortschaft in der norwegischen Kommune Nesodden in der Provinz (Fylke) Akershus. Der Ort hat 1433 Einwohner (Stand: 1. Januar 2024).

## Geografie und Verkehr
Fjellstrand ist ein sogenannter Tettsted, also eine Ansiedlung, die für statistische Zwecke als eine städtische Siedlung gewertet wird. Die Ortschaft liegt auf der Ostseite des Oslofjords auf der Westseite der Halbinsel Nesoddlandet.
Der Fylkesvei 157 stellt Richtung Norden die Verbindung nach Nesoddtangen und Richtung Süden nach Fagerstrand her. Der Fylkesvei 1406 führt von Fjellstrand auf die Ostseite der Halbinsel.